# Evolution No.9
「Evolution No.9」（エボリューション・ナンバーナイン）は、9nineの14枚目のシングル。2013年6月12日にSME Recordsから発売された。

## 概要
前作「colorful」から約4ヶ月ぶり、2013年第2弾シングル。オリジナル曲3曲入りのシングルは「夏 wanna say love U」以来7作振り。タイトル曲は川島海荷出演のMBS制作TBS系連続ドラマ「タンクトップファイター」のオープニングテーマ。『通常盤』のほか、「Evolution No.9」のミュージックビデオとダンスショットを収録した『初回生産限定盤A』、12ページのフォトブックが付いた『初回生産限定盤B』の3形態で発売。

## 収録曲
1. Evolution No.9 [3:58]
  - 作詞・作曲：101 / 編曲：101、中村タイチ

メンバー曰く、「サビがどこだか分からない」「本当にシングル曲なのか」という曲[3]。
間奏部分ではベートーヴェンの「交響曲第9番」がメロディの一部として使用されている。
2. Just A 恋 [4:21]
  - 作詞：ヒロイズム / 作曲：伊藤寛之 / 編曲：野間康介
3. アネモネもね [3:01]
  - 作詞・作曲：101 / 編曲：101、中村タイチ
4. Evolution No.9（Instrumental）
5. Just A 恋（Instrumental）
6. アネモネもね（Instrumental）

## 初回特典
- DVD（初回生産限定盤Aのみ）
  1. 「Evolution No.9」Music Video
    - 監督：ムラカミタツヤ / 振付：suzuyaka

  2. 「Evolution No.9」Dance Shot ver.
- 12Pフォトブックレット（初回生産限定盤Bのみ）
- メンバーソロアナザージャケット（全5種・各種共通の特典）

## タイアップ
| 曲名           | タイアップ                                                |
| -------------- | --------------------------------------------------------- |
| Evolution No.9 | MBS連続ドラマ『タンクトップファイター』オープニングテーマ |